# Imran Khan (acteur)
Pour les articles homonymes, voir Khan (homonymie).
Pour l'ancien joueur de cricket, et homme politique pakistanais, voir Imran Khan.
Imran Khan, né le 13 janvier 1983, est un acteur de Bollywood. Il connaît le succès dès son premier film, la comédie romantique Jaane Tu Ya Jaane Na. Imran Khan est le neveu de l'acteur Aamir Khan et du réalisateur et producteur Mansoor Khan.

## Carrière

### Enfant artiste
Enfant, Imran Khan joue des petits rôles où il incarne Aamir jeune dans les films de la famille, Qayamat Se Qayamat Tak (1988) et Jo Jeeta Wohi Sikander (1992), réalisés par Mansoor Khan et interprétés par Aamir Khan. Il aspire d'abord à être réalisateur, mais finalement rejoint Bollywood comme acteur et entre à l'Institut d'acting de Namit Kapoor Kishore à Mumbai.

### La révélation (2008)
Imran Khan fait ses débuts en 2008 dans Jaane Tu Ya Jaane Na, réalisé par Abbas Tyrewala, produit par Aamir Khan Productions et dans lequel Genelia D'Souza est sa partenaire. Le film reçoit des critiques élogieuses et s'avère être un des plus grands succès de l'année. Cette excellente prestation lui permet de recevoir, lors des Filmfare Awards 2009, le Prix du meilleur espoir masculin, récompense qu'il partage avec Farhan Akhtar (Rock On!!).
La même année, en compagnie de Sanjay Dutt et Minissha Lamba, il enchaine avec un rôle négatif dans Kidnap qui s'effondre au box office. Les critiques attribuent cet échec à la médiocre réalisation de Sanjay Gadhvi. Cependant, l'interpréation d'Imran Khan est de nouveau appréciée, et il est nommé à plusieurs reprises pour le Prix du meilleur rôle négatif. En 2009, de nouveau avec le vétéran Sanjay Dutt, il tourne un film d'action, Luck, réalisé par Soham Shah. Le film ne recueille pas plus l'adhésion des critiques que du public.
En 2010, il tourne sous la direction de jeunes réalisateurs, tout d'abord I Hate Luv Storys de Punit Malhotra produit par Karan Johar, et ensuite Break Ke Baad de Danish Aslam produit par Kunal Kohli.
Grâce à Delhi Belly, d'Abhinay Deo tourné en 2008 mais sorti en 2011, il rencontre le succès critique et populaire. C'est une comédie insolente et moderne qui montre une jeunesse au comportement et au langage décomplexés dont Bollywood n'est guère coutumier.
En 2009, il présente la 54e cérémonie des Filmfare Awards en compagnie d'un autre jeune talent de Bollywood, Ranbir Kapoor.

## Engagements
En 2013, il s'engage dans un clip contre l'homophobie . 

## Jeunesse et vie privée
Imran Khan est le fils d'Anil Pal, ingénieur américain d'origine bengalie, et de Nuzhat Khan. Il est né le 13 janvier 1983 à Madison (Wisconsin, États-Unis) où ses parents s'installent puis divorcent alors qu'il est âgé d'un an et demi. Sa mère revient alors en Inde où Imran Khan fait ses études, d'abord à la Bombay Scottish School puis en internat dans la petite station climatique d'Ooty (Tamil Nadu). Il termine ses études supérieures en Californie où est installé son père. Imran Khan est le petit-fils de Nasir Hussain et le neveu de Mansoor Khan, réalisateurs et producteurs reconnus et l'acteur Aamir Khan est son oncle.
En janvier 2010, il se fiance à Avantika Malik qu'il épouse un an plus tard au cours d'une cérémonie privée tenue chez son oncle Aamir Khan.

## Filmographie
| Année | Film                                 | Rôle                 | Réalisateur     | Partenaire(s)                                            | Notes                                 |
| ----- | ------------------------------------ | -------------------- | --------------- | -------------------------------------------------------- | ------------------------------------- |
| 1988  | Qayamat Se Qayamat Tak               | Raj                  | Mansoor Khan    |                                                          | Enfant artiste                        |
| 1992  | Jo Jeeta Wohi Sikandar               | Sanjaylal            | Mansoor Khan    |                                                          | Enfant artiste                        |
| 2008  | Jaane Tu Ya Jaane Na                 | Jai Singh Rathore    | Abbas Tyrewala  | Genelia D'Souza, Prateik Babbar                          |                                       |
| 2008  | Kidnap                               | Kabir Sharma         | Sanjay Gadhvi   | Sanjay Dutt, Minissha Lamba                              |                                       |
| 2009  | Luck                                 | Ram Mehra            | Soham Shah      | Mithun Chakraborty, Sanjay Dutt, Shruti Haasan           |                                       |
| 2010  | I Hate Luv Storys                    | Jay Dhingra          | Punit Malhotra  | Sonam Kapoor                                             |                                       |
| 2010  | Jhootha Hi Sahi                      | Appel No 1 / Akash   | Abbas Tyrewala  |                                                          | Voix                                  |
| 2010  | Break Ke Baad                        | Abhay Gulati         | Danish Aslam    | Deepika Padukone, Shahana Goswami, Sharmila Tagore       |                                       |
| 2011  | Delhi Belly                          | Tashi                | Abhinay Deo     | Kunaal Roy Kapur, Vir Das (en), Poorna Jagannathan       |                                       |
| 2011  | Mere Brother Ki Dulhan               | Kush Agnihotri       | Ali Abbas Zafar | Katrina Kaif, Ali Zafar                                  |                                       |
| 2012  | Ek Main Aur Ekk Tu                   | Rahul Kapoor         | Shakun Batra    | Kareena Kapoor                                           |                                       |
| 2013  | Matru Ki Bijlee Ka Mandola           | Hukum Singh Matru    | Vishal Bhardwaj | Anushka Sharma, Pankaj Kapur, Aarya Babbar, Shabana Azmi | Chanteur playback "Chaar Dina Ki"     |
| 2013  | Bombay Talkies                       | Lui-même             |                 |                                                          | Apparition clip "Apna Bombay Talkies" |
| 2013  | Once Upon ay Time in Mumbai Dobaara! | Aslam                | Milan Luthria   | Sonakshi Sinha, Akshay Kumar, Sonali Bendre              | Suite de Once Upon a Time in Mumbaai  |
| 2013  | Gori Tere Pyaar Mein                 | Sriram Venkat        | Punit Malhotra  | Kareena Kapoor, Shraddha Kapoor                          |                                       |
| 2014  | Rio 2                                | Tyler Blu Gunderson  | Carlos Saldanha |                                                          | Voix version Hindi                    |
| 2015  | Katti Batti                          | Madhav "Maddy" Kamra | Nikhil Advani   | Kangana Ranaut                                           |                                       |

## Distinctions

### Récompenses
- Filmfare Awards
  - 2009 : meilleur espoir masculin pour Jaane Tu Ya Jaane Na
- Apsara Film & Television Producers Guild Awards
  - 2009 : meilleur espoir masculin pour Jaane Tu Ya Jaane Na
- Sabsey Favourite Kaun Awards
  - 2009 : meilleur espoir masculin pour Jaane Tu Ya Jaane Na
- AXN Action Awards
  - 2009 : Meilleur acteur dans un rôle négatif pour Kidnap

### Nominations
- Apsara Film & Television Producers Guild Awards
  - 2009 : meilleur acteur dans un rôle négatif pour Kidnap
- Screen Awards
  - 2013 : meilleur acteur (choix du public) pour Ek Main Aur Ekk Tu
  - 2012 : meilleur acteur (choix du public) pour Delhi Belly & Mere Brother Ki Dulhan
  - 2011 : meilleur acteur (choix du public) pour I Hate Luv Storys
  - 2009 : acteur le plus prometteur pour Jaane Tu Ya Jaane Na
- Stardust Awards
  - 2013 : meilleur acteur dans une comédie/romance pour Ek Main Aur Ekk Tu
  - 2011 : meilleur acteur dans une comédie/romance pour I Hate Luv Storys
  - 2010 : Superstar de demain pour Luck
  - 2009 : star de demain masculine pour Jaane Tu Ya Jaane Na
  - 2009 : Nouvelle Menace pour Kidnap
- International Indian Film Academy Awards
  - 2009 : meilleur acteur dans un rôle négatif pour Kidnap